# Carlos Gómez (fumettista)
Carlos Ernesto Gómez (Córdoba, novembre 1964) è un fumettista argentino, conosciuto in Italia per essere stato il disegnatore di Dago della Eura/Aurea Editoriale (dal1997 al 2018), personaggio creato da Robin Wood e Alberto Salinas nel 1981.
Nel 2011 viene pubblicato un albo Speciale n. 25 di Tex, il celebre fumetto edito dalla Sergio Bonelli Editore, realizzato da Gomez su testi di Gianfranco Manfredi. Dopo questo lavoro si occupa della realizzazione di un'altra storia del celebre personaggio della casa editrice milanese uscita sull'Almanacco del West 2013.

## Riconoscimenti
- Premio Yellow Kid al Salone Internazionale dei Comics (1999)